# خوارزمية الروابط الفائقة الناجمة عن البحث الموضوعي

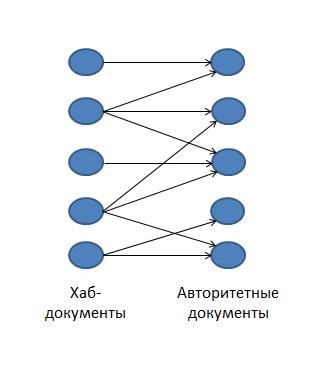

خوارزمية الروابط الفائقة الناجمة عن البحث الموضوعي (HITS algorithm)، هي خوارزمية تقدير لجون كلاينبرغ وترتيب لصفحات الويب تستخدم قيمتين لكل صفحة: قيمة المرجعية (Authority) وقيمة مجمع الواصلات (Hub)،‏ فيما يعرف «بالتكرار متبادل».
قيمة المرجعية هي مجموع قيم مجال مجمع الواصلات التي تشير لتلك الصفحة. قيمة المجمع هي مجموع قيم المرجعية للصفحات التي تشير لها.
خوارزمية كلاينبرغ مشابهة لخوارزمية ترتيب الصفحة في أنها خوارزمية تكرارية مستندة على ترابط الوثائق والمستندات على الويب، لكن هنالك بعض الاختلافات الرئيسية بينهما:
- تنفذ في وقت الاستفسار وليس وقت الفهرسة.
- ليست شائعة الاستخدام في محركات البحث.
- تحسب (Tow score) عددين لكل مستند (authority وhub) مقابل أن ترتيب الصفحة تحسب عددا وحيدا (single score).
- تنجز على مجموعة ثانوية صغيرة من الوثائق «ذات العلاقة» ليس على كل الوثائق كما هو الحال مع ترتيب الصفحة ن.